# Gynandromyia cryptum
Gynandromyia cryptum är en tvåvingeart som först beskrevs av Verbeke 1962.  Gynandromyia cryptum ingår i släktet Gynandromyia och familjen parasitflugor.
Artens utbredningsområde är Kongo. Inga underarter finns listade i Catalogue of Life.